# Bleona
Bleona, all'anagrafe Bleona Qereti (Coriza, 14 maggio 1979), è una cantante, personaggio televisivo e modella albanese.

## Biografia
Da tempo residente negli Stati Uniti, dove è soprannominata la "Madonna d'Albania", ha all'attivo 8 album in studio e un milione e mezzo circa di dischi venduti durante la sua carriera.

## Filmografia

### Cinema
- Dead Trigger, regia di Mike Cuff e Scott Windhauser (2017)
- 211 - Rapina in corso (211), regia di York Alec Shackleton (2018)
- The Curse of the Clown Motel, regia di Asif Akbar e Lance Kawas (2023)
- Chief of Station - Verità a tutti i costi (Chief of Station), regia di Jesse V. Johnson (2024)

### Televisione
- True Justice – serie TV, episodio 2x5 (2012)

## Trasmissioni televisive
- Euros of Hollywood - 10 episodi (2014)
- X Factor: Albania - reality, 16 episodi (2015)
- Your Face Sounds Familiar Albania - 16 episodi (2016)

## Discografia

### Album in studio
- 1997 - Kam Qejfin Tim
- 1999 - Nese Me Do Fort
- 2001 - S'me Behet Vone
- 2002 - Ik Meso Si Dashurohet
- 2003 - Ti Nuk Di As Me Ma Lyp
- 2005 - Boom Boom
- 2007 - Mandarinë...

### Raccolte
- 2005 - Greatest Hits

### Singoli
- 1996 - Lermeni
- 1999 - Nese me do fort
- 2001 - S’me behet vone
- 2002 - Ik meso si dashurohet
- 2003 - O bo bo c'i bere vehtes
- 2005 - S'dua
- 2005 - Boom Boom
- 2006 - Hallal e ke
- 2007 - Mandarin
- 2008 - Magnetic
- 2010 - Show Off
- 2012 - Pass Out (con Timbaland)
- 2013 - Without You
- 2013 - Take It Like A Man
- 2014 - Fuck You I'm Famous
- 2014 - Still In Love
- 2015 - Take You Over
- 2018 - Wicked Love
- 2018 - I Don't Need Your Love
- 2019 - No One Like You